# 豳州 (北魏)
豳州，中国南北朝时设置的州。
北魏太和二十年（496年）改邠州置，因古豳国城得名。治所在定安县（今甘肃省宁县）。辖境相当今甘肃省马莲河流域及镇原、华池，陕西省吴起等县地。西魏废帝三年（554年）改宁州。隋朝大业二年（606年），复改豳州。次年改北地郡。